# Hate (album)
"Hate" – czwarty album studyjny death metalowej grupy muzycznej Sarcófago, wydany w marcu 1994 roku. Podczas nagrywania albumu zespół po raz pierwszy użył automatu perkusyjnego zamiast perkusji, wywołując w ten sposób kontrowersje.

## Lista utworów
1. Intro / Song for My Death - 02:31
2. Pact of Cum - 03:57
3. The God's Faeces - 03:46
4. Satanic Terrorism - 02:11
5. Orgy of Flies - 04:44
6. Hate 02:25
7. The Phantom 05:01
8. Rhabdovirus (The Pitbull's Curse) - 03:07
9. Anal Vomit - 05:23
10. The Beggar's Uprising - 01:53

## Twórcy
- Wagner Lamounier - gitara, śpiew
- Gerald Minelli - gitara basowa, wokal wspierający
- Eugênio "Dead Zone" - instrumenty klawiszowe